# Sermylassa
Sermylassa är ett släkte av skalbaggar som beskrevs av Edmund Reitter 1912. Sermylassa ingår i familjen bladbaggar.
Släktet innehåller bara arten Sermylassa halensis.

## Bildgalleri

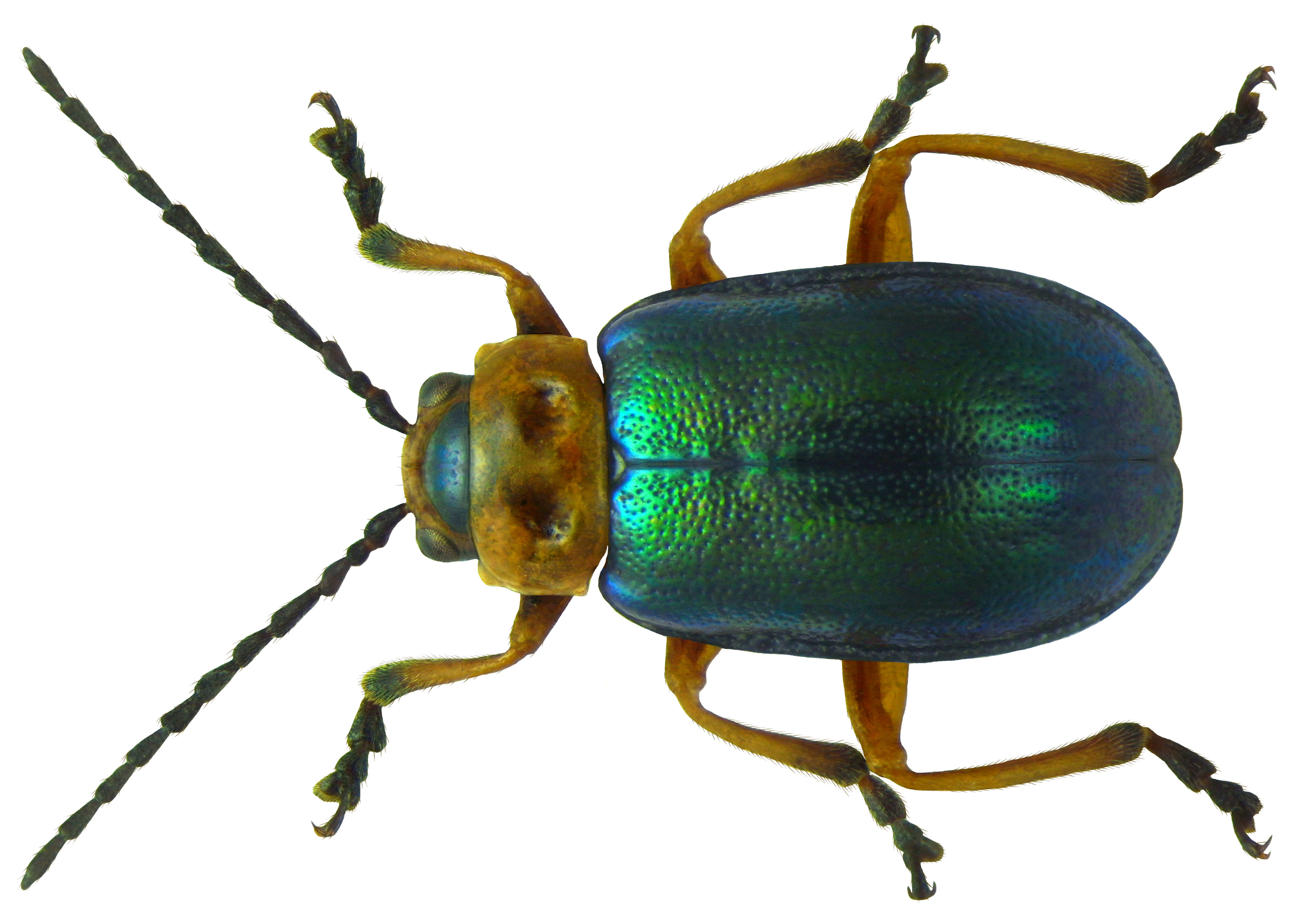
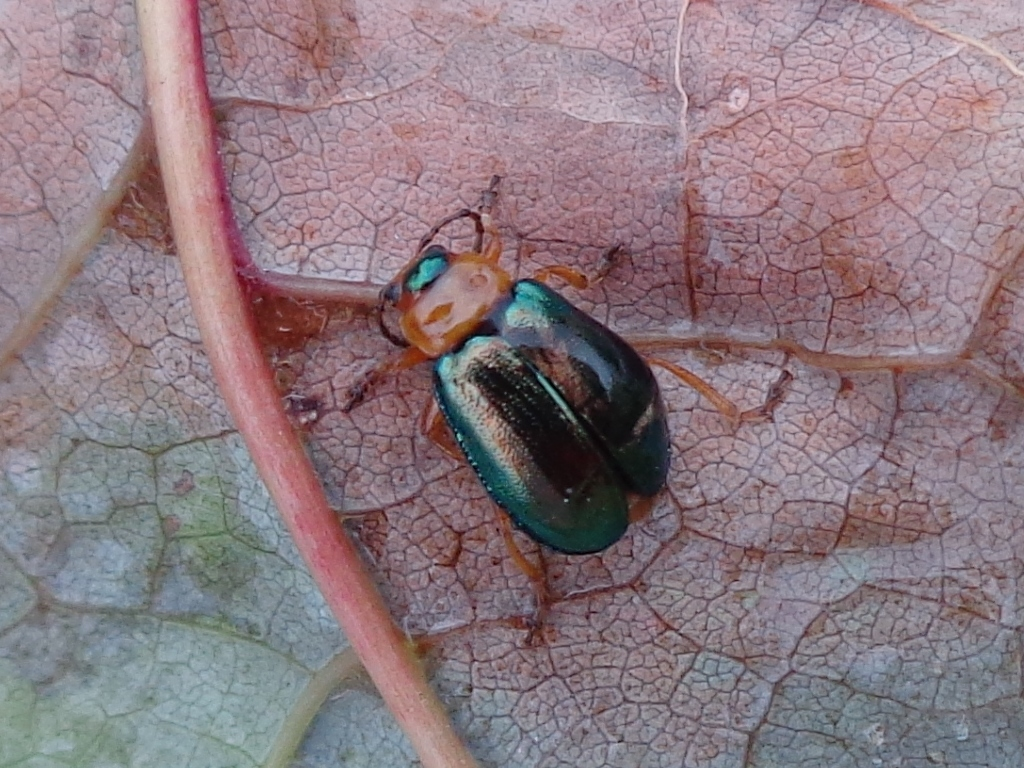
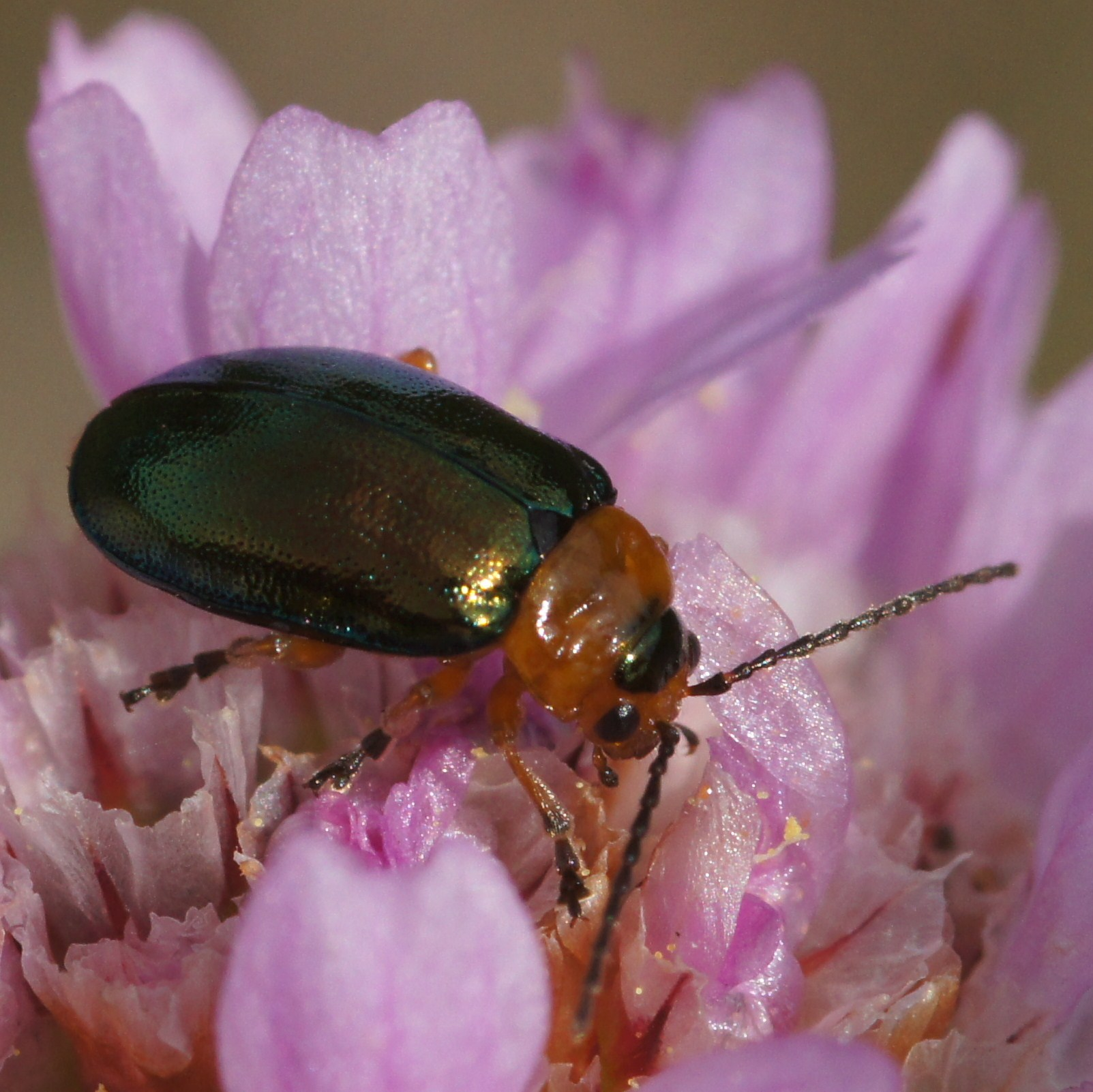